# جو بريتشارد (لاعب كرة قدم بريطاني)
جو بريتشارد (بالإنجليزية: Joe Pritchard)‏ هو لاعب كرة قدم بريطاني في مركز الوسط، ولد في 10 سبتمبر 1996 في واتفورد في المملكة المتحدة. لعب مع بولتون واندررز.

## وصلات خارجية
- جو بريتشارد (لاعب كرة قدم بريطاني) على موقع قاعدة بيانات كرة القدم.إي يو (الإنجليزية)
- جو بريتشارد (لاعب كرة قدم بريطاني) على موقع Soccerbase.com (لاعب) (الإنجليزية)
- جو بريتشارد (لاعب كرة قدم بريطاني) على موقع Soccerway.com (الإنجليزية)